# Хворостяновка
Хворостяновка (укр. Хворостянівка) — село в Старобельском районе Луганской области Украины. 28 февраля 2022 года было оккупировано ВС РФ и НМ ЛНР.
Население по переписи 2001 года составляло 483 человека. Почтовый индекс — 92752. Телефонный код — 6461. Занимает площадь 1,77 км2. Код КОАТУУ — 4425186001.

## Местный совет
92752, Луганська обл., Старобільський р-н, с. Хворостянівка, вул. Леніна, 13  (укр.)